# Пикуль, Владимир Анатольевич
Владимир Анатольевич Пи́куль (21 января 1937, Орёл — 2011) — композитор, заслуженный деятель искусств России (2001).

## Биография
Владимир Пикуль родился 21 января 1937 года в городе Орле, где учился в детской музыкальной школе им. В. С. Калинникова.
В 1960 году окончил Московскую государственную консерваторию по классу фортепиано (Г. Р. Гинзбург и Н. П. Емельянова), в 1963 году — по классу композиции (В. Г. Фере), а в 1969 — аспирантуру (руководитель Т. Н. Хренников).
С 1963 года по 1969 год — преподаватель Орловского музыкального училища.
С 1969 года по 1974 год — редактор издательства "Советский композитор".
С 1996 года по 2006 год — президент Национального фонда русской культуры.

## Награды
В 2002 году Владимиру Пикулю присвоено почётное звание «Заслуженный деятель искусств Российской Федерации».

## Произведения
- симфонии для симфонического оркестра:
  - I (1974)
  - II (1976)
- поэма "Из прошлого" (1968) для симфонического оркестра
- оратории:
  - "Во славу Отчизны" (слова Л. Васильевой, 1975) для солистов, хора и оркестра русских народных инструментов
  - "Владимир Ильич Ленин" (слова В. Маяковского, 1970) для солистов, хора и симфонического оркестра
- Концерт (1974) для фортепиано и симфонического оркестра
- поэма "Из прошлого" (1968) для симфонического оркестра
- сочинение "Торжественная увертюра" (1967) для духового оркестра
- сюиты для оркестра русских народных инструментов:
  - "Палехские картинки" (1965)
  - "Вслед за солнцем" (1966)
- Соната (1973) для фортепиано, балалайки и фортепиано, фагота и фортепиано
- "Три прелюдии и фуги" (1972) для фортепиано
- реквием-кантата
- песни (более 50) на стихи С. Есенина, В. Татаринова, В. Харитонова и др.:
  - "Мой любимый Орёл" (слова В. Шошина)
  - детские песни
- музыкальная сказка "Чемпион"